# Pseudophanerotoma paranaensis
Pseudophanerotoma paranaensis är en stekelart som först beskrevs av Costa Lima 1956.  Pseudophanerotoma paranaensis ingår i släktet Pseudophanerotoma och familjen bracksteklar. Inga underarter finns listade i Catalogue of Life.